# 徒花スクモ
徒花 スクモ（あだばな スクモ、1977年 - ）は、日本の男性イラストレーター。長野県出身。

## 概要
2002年、第10回電撃イラスト大賞金賞を「シイナスクモ」名義で受賞。その後、2006年に、「図書館戦争」でイラストレーターとしてデビュー。
図書館戦争シリーズに代表されるポップで美麗な絵柄が特徴的だが、その後に手がけた作品では漫画絵、レトロポップな風合いなど多彩な作風を見せる。
アクアリウムが趣味でナマズや淡水フグを飼っている。

## 作品

### イラスト担当
- 図書館戦争シリーズ（2006年、有川浩、メディアワークス刊）
- クジラの彼（2007年、有川浩、角川書店刊）
- 悪夢のドライブ（2007年、木下半太、幻冬舎刊）
- 阪急電車（2008年、有川浩、幻冬舎刊）
- ラブコメ今昔（2008年、有川浩、角川書店刊）
- 詩羽のいる街（2008年、山本弘、角川書店刊）
- キケン（2010年、有川浩、新潮社刊）
- パズル 48時間戦争（2012年、山田悠介、角川書店刊）